# CPU-Z
CPU-Z es un software freeware, disponible Windows (32-bits como 64-bits) y Android; brindándonos información detallada del procesador, chipset de sistema y el chipset de video entre otros que está instalado en la Computadora Personal.
El programa contiene seis fichas que nos informa:
- Ficha CPU: Nombre, fabricante, nombre código, tipo de Socket, tamaño en nm, voltaje del core, familia, modelo, frecuencia de trabajo, cantidad de caché, cantidad de cores, cantidad de threads.
- Ficha Caches: informa la cantidad de Memoria caché, como así también los niveles.
- Ficha Mainboard: informa el tipo de placa madre y versión del BIOS instalados.
- Ficha Memory: informa la cantidad, velocidad y tipo de Memoria RAM.
- Ficha SPD: informa detalladamente cada módulo de Memoria RAM instalada.
- Ficha Graphics: informa el tipo el nombre y fabricante, cantidad de memoria de la GPU.

Este software es muy utilizado en ámbito de Overclocking, cuando se realizan cambios para que la computadora personal alcance mayor rendimiento sin necesidad de invertir demasiado dinero en ello.